# 10.5 cm Leichtgeschütz 42
10.5 cm Leichtgeschütz 42 thường được biết đến với tên gọi LG 42 là một loại pháo không giật do Rheinmetall sản xuất và được quân đội Đức sử dụng trong thế chiến.

## Lịch sử phát triển
Lịch sử phát triển của LG 42 có vẻ không rõ ràng nhưng chỉ biết chính xác rằng do sự thành công của pháo 7.5 cm LG 40 trong trận Crete năm 1941 đã thôi thúc quân đội Đức thiết kế tiếp pháo không giật với cỡ nòng lớn hơn.Krupp là công ty sản xuất LG 40 đầu tiên và đưa vào sử dụng nhưng Rheinmetall mới là công ty sản xuất LG 42 với số lượng lớn.

## Những vấn đề về thiết kế
LG 42 thật ra là một phiên bản với cỡ nòng lớn hơn bản LG 40.Nó hợp nhất hệ thống quan trắc mô-men xoắn ở miệng ống xả phản lực để làm đảo chiều lực mômen xoắn.Và cũng giống như các pháo không giật 10.5 cm khác, nó sử dụng đạn 10.5 cm leFH 18.Phiên bản 42-1 sử dụng đạn hợp kim nhưng đến phiên bản 42-2 lại sử dụng lại đạn thép thường bởi vì hợp kim quá hiếm trong những năm cuối cùng của chiến tranh, nhưng cả đều có thể tháo ra thành 4 phần nhằm trang bị cho các chiến dịch nhảy dù.

## Lịch sử hoạt động
Đều là pháo 105 li, nhưng không giống như LG 40, LG 42 được thiết kế để chiến đấu độc lập và được trang bị cho các tiểu đoàn pháo binh 423-426, 429, 433, và 443, các tiểu đoàn pháo binh phục vụ ở phía Bắc dưới trướng lực lượng quân đội 20 ở vùng núi và ở trung tâm Nga dưới trướng Heeresgruppe Mitte.